# آلفونسو لوپز میکلسن
آلفونسو لوپز میکلسن (Alfonso López Michelsen، زاده ۳۰ ژوئن ۱۹۱۳ – درگذشته ۱۱ ژوئیه ۲۰۰۷) بیست و چهارمین رئیس‌جمهور کلمبیا از سال ۱۹۷۴ تا ۱۹۷۸ بود.